# Salia alopha
Salia alopha är en fjärilsart som beskrevs av George Francis Hampson. Salia alopha ingår i släktet Salia och familjen nattflyn. Inga underarter finns listade.